# Jules Kortenhorst
Jules Timotheus Hendrikus Maria (Jules) Kortenhorst (Oss, 3 februari 1961) is een voormalig Nederlands politicus. Hij was van 2006 tot 2008 namens het Christen-Democratisch Appèl lid van de Tweede Kamer der Staten-Generaal.

## Biografie
Jules Kortenhorst studeerde algemene economie aan de Erasmus Universiteit Rotterdam en bedrijfskunde (MBA) aan de Harvard Business School in de Verenigde Staten. Hij werkte korte tijd voor McKinsey en was van 1986 tot 1994 in dienst van Shell, onder meer als general manager van Shell in Bulgarije. Na 1994 werkte Kortenhorst enige tijd in de Verenigde Staten en vanaf 1997 als algemeen directeur van een bedrijf in Den Haag. Vanaf 2004 vervulde Kortenhorst verschillende commissariaten en bestuursfuncties. Hij was onder meer bestuurslid van de American School of the Hague. In 2001 werd hij lid van het CDA. Eerder was hij lid geweest van D66.
Bij de Tweede Kamerverkiezingen 2006 stond Kortenhorst op een 41e plaats op de kandidatenlijst van het CDA, net genoeg om direct gekozen te worden. Hij hield zich in het parlement bezig met innovatiebeleid en fiscale zaken. In 2007 had hij volgens Dagblad De Pers de meeste neveninkomsten van alle Tweede Kamerleden.
Kortenhorst verliet op 23 januari 2008 de Kamer om voorzitter te worden van de European Climate Foundation, een organisatie die zich richt op de aanpak van het klimaatveranderingsprobleem. In 2011 is Kortenhorst terug getreden als directeur van deze organisatie om weer als ondernemer aan het werk te gaan. Daarbij richtte hij zich op ondernemingen in de duurzaamheids- en energiesector. In september 2013 is hij benoemd tot CEO van Rocky Mountain Institute, een denktank in de Verenigde Staten gericht op de overgang naar duurzame energie.

## Persoonlijk
Kortenhorst is getrouwd en heeft vier kinderen. Hij is een achterneef van Roland Kortenhorst die van 2002 t/m 2008 namens het CDA in de Tweede Kamer zat. Voormalig voorzitter van de Tweede Kamer Rad Kortenhorst is een oudoom van Jules Kortenhorst.
Kortenhorst claimt dat door het boek An Inconvenient Truth van Al Gore zijn politieke interesse werd aangewakkerd.
- Parlement.com: vhdf1dj4zbw5